# Heterocerus brunneus
Heterocerus brunneus là một loài bọ cánh cứng trong họ Heteroceridae. Loài này được Melsheimer miêu tả khoa học đầu tiên năm 1844.